# Billigheim-Ingenheim
Billigheim-Ingenheim é um município da Alemanha localizado no distrito de Südliche Weinstraße, no estado da Renânia-Palatinado. É membro da associação municipal de Verbandsgemeinde Landau-Land.

## Política
Cadeiras ocupadas na comunidade:
|      | SPD | CDU | Steigner | FWG | Gesamt   |
| 2009 | 10  | 4   | 2        | 4   | 20 Sitze |
| 2004 | 9   | 5   | -        | 6   | 20 Sitze |